# Erzrabe
Der Erzrabe (Corvus crassirostris) ist eine in ostafrikanischen Gebirgsregionen heimische Art der Rabenvögel. Er gilt zusammen mit dem Kolkraben als größter Singvogel (60–64 cm Länge).

## Aussehen
Unverwechselbar ist der Hornaufsatz auf dem Schnabel, der diesen besonders dick erscheinen lässt. Der Schnabel weist einen weißen Punkt an der Spitze auf. Bis auf einen weiteren weißen Fleck am Hinterkopf bis zum Nacken ist der Erzrabe komplett schwarzgefiedert.

## Verbreitung

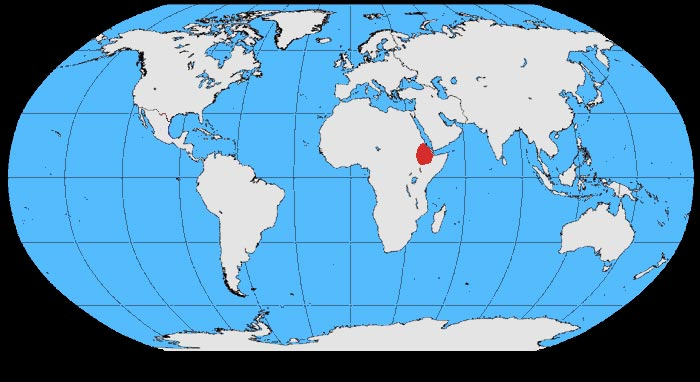
Verbreitungsgebiet des Erzraben

Das Verbreitungsgebiet des Erzraben befindet sich in Äthiopien und Eritrea, er kommt auch vereinzelt im Sudan und in Somalia vor.

## Lebensraum
Das Habitat des Erzraben erstreckt sich über die Berge und Hochplateaus zwischen 1.500 und 2.400 m, selten auch bis maximal 4.000 m ü. N. N.

## Nahrung und Nahrungserwerb
Der Erzrabe ernährt sich als Allesfresser von Raupen und weiteren Insektenlarven (u. a. aus Viehdung), Aas, Schlacht- und anderen Abfällen und ist auch beim Fressen von auf dem Feld stehendem Weizen beobachtet worden.

## Verhalten
Der Erzrabe nistet in Bäumen und auf Klippen und baut seine Nester mit Stöcken. Er legt drei bis fünf Eier, welche zwischen Dezember und Februar gefunden wurden.